# 瘋癲老人日記
『瘋癲老人日記』（ふうてんろうじんにっき）は、谷崎潤一郎の長編小説。息子の嫁に性欲を覚える不能老人の性倒錯（脚フェティシズム）が身辺雑記の日記形式で綴られた作品。
『中央公論』1961年（昭和36年）11月から1962年（昭和37年）5月まで連載。1962年（昭和37年）5月に中央公論社から刊行され、毎日芸術賞大賞を受賞した、谷崎晩年の代表作。単行本は棟方志功の装幀。

## 梗概
77歳の老人・卯木督助のかたかな書きの日記の体裁をとっており、歌舞伎の「助六」を観に行く場面から始まる。督助は息子の妻の颯子に性的魅力を感じているが、颯子は夫のいとこの春久と遊びまわっている。督助は颯子の足に踏まれたいというフット・フェティシズムとマゾヒズムの欲望を抱いており、颯子に猫目石を買ってやり、その代償のように颯子の足に頬ずりし、その足の型で仏足石を作るが、血圧が高くなり入院する。最後は周囲の人々による手記でしめくくられる。
老人の日記は歴史的かなづかい、看護婦の手記は新かなづかいと、書き分けられている（新潮文庫版および旧版の中公文庫版ではいずれも新かなづかいにされている）。
老人の性を描いたものとして、『鍵』、および川端康成『眠れる美女』と併称される。のち、谷崎の最後の妻谷崎松子の連れ子である渡辺清治の妻・渡辺千萬子との往復書簡が公開され、千萬子が颯子のモデルであることがはっきりし、また当時の谷崎の生活をかなりそのまま用いており、看護婦の手記も実際にあったものであることが分かった。

## 登場人物
- 卯木督助（うつぎ とくすけ）

本作の主人公。明治16年生まれの77歳。颯子の脚に魅了される。
- 卯木颯子（さつこ）

浄吉の妻。N・D・Tの踊り子出身。家の家計を見ている。
- 卯木浄吉

督助の息子。颯子との間に7歳になる経助という息子がいる。
- 婆さん

督助の妻。映画版では「はま」という名前が付いている。
- 陸子（くがこ）

督助の娘。辻堂在住。三人の子供がいる。
- 城山五子（いつこ）

督助の娘。京都在住。二人の子供がいる未亡人。
- 佐々木

住み込みの看護婦。
- 春久

督助の甥。颯子と仲が良い。

## 刊本
- 『瘋癲老人日記』中公文庫、1977、改版2001（解説・吉行淳之介）
  - 新版『瘋癲老人日記・老後の春』中公文庫、2022（注解・千葉俊二）
- 『鍵・瘋癲老人日記』新潮文庫、1968（解説・山本健吉）、改版2001（注解・細江光）

## 翻訳
- ハワード・ヒベット（英語）Diary of a Mad Old Man 1965
- ジョルジュ・ルノンドー（フランス語）Journal d'un vieux fou 1965
- セシル・坂井 Journal d'un vieux fou
- 須賀敦子（イタリア語） Diario di un vecchio pazzo 1965
- レイコ・ゴトダ（ポルトガル語）Diário de um velho louco, 2002.

## 映画化
- 1962年 『瘋癲老人日記』 製作：大映、木村恵吾脚本・監督

卯木督助：山村聡
卯木颯子：若尾文子
卯木浄吉：川崎敬三
卯木はま：東山千栄子
陸子：丹阿弥谷津子
五子：村田知栄子
佐々木：倉田マユミ
春久：石井竜一
- 1987年 『nl:Dagboek van een oude dwaas』 オランダ映画、監督：Lili Rademakers